# Julio Castro
Julio Alexander Castro Rivas (San Salvador, 15 gennaio 1981) è un ex calciatore salvadoregno, di ruolo difensore.

## Caratteristiche tecniche
Terzino destro, poteva essere schierato anche come difensore centrale o come mediano.

## Carriera

### Club
Ha cominciato a giocare nell'El Tránsito. Nel 2001 è passato al Deportivo Arcense. Nel 2003 si è trasferito al San Salvador. Nel 2005 ha firmato un contratto con il Luis Ángel Firpo. Nel 2006 è stato acquistato dall'Alianza. Nell'estate 2008 è passato all'Alianza. Nel gennaio 2009 si è trasferito all'Águila. Nell'estate 2009 è stato ingaggiato dal Fuerte. Nel 2010 ha firmato un contratto con l'Atlético Balboa. Nel 2011 è passato all'Once Municipal. Nel 2012 è stato acquistato dall'UES, con cui ha concluso la propria carriera nel 2013.

### Nazionale
Ha debuttato in Nazionale il 17 gennaio 2003, nell'amichevole Guatemala-El Salvador (0-0). Ha partecipato, con la Nazionale, alla CONCACAF Gold Cup 2003. Ha collezionato in totale, con la maglia della Nazionale, 10 presenze.